# محمدي سليمان
محمدي سليمان هو لاعب كرة سلة مصري. مثّل منتخب بلاده. شارك في دورة الألعاب الأولمبية الصيفية سنة 1948.

## روابط خارجية
- محمدي سليمان على موقع أوليمبيديا (الإنجليزية)